# Pleiochiton glaziovianum
Pleiochiton glaziovianum är en tvåhjärtbladig växtart som beskrevs av Célestin Alfred Cogniaux. Pleiochiton glaziovianum ingår i släktet Pleiochiton och familjen Melastomataceae. Inga underarter finns listade i Catalogue of Life.